# Fatma Djellouli
Pour les articles homonymes, voir Famille Djellouli.
Fatma Djellouli, née en 1929 à Tunis, est une sociologue tunisienne. Elle est également connue sous son nom d'épouse, Fatma Ben Becher.

## Jeunesse et formation
Née dans une une famille makhzen originaire de Sfax qui a donné une dynastie de dignitaires à l'administration husseinite, son ancêtre Mahmoud Djellouli, conseiller de Hammouda Pacha, s'est installé à Tunis après l'acquisition du Dar Djellouli en 1796. Elle est la fille du ministre Habib Djellouli et descend du côté maternel d'une famille tunisoise d'intellectuels : sa mère Sarah est la fille de Mohamed Ben Achour (président de l'administration des habous) et la sœur de Mohamed Tahar Ben Achour. Elle épouse Lassaad Ben Becher, un grand propriétaire avec lequel elle a deux filles et deux garçons.
Elle obtient son baccalauréat littéraire en 1946 puis un diplôme de sociologie à la faculté des lettres et des sciences humaines de Tunis. Parmi ses professeurs figurent Paul Sebag et Abdelwahab Bouhdiba.

## Carrière
Désignée membre directeur de l'Union des jeunes filles de Tunisie fondée en 1945,, elle est la première Tunisienne à produire un programme de télévision pour les femmes en 1967. Présidente de l'Association culturelle de la ville de Tunis, elle participe à la fondation du Festival de la médina de Tunis. Elle publie également des articles et ouvrages dans les domaines de l'histoire, des traditions et des coutumes tunisiennes.

## Publications
- Tunis, Tunis, Sud Éditions, 1985, 153 p. (ISBN 978-2864440314) (avec Jamila Binous et Jellal Abdelkafi).
- Le Théâtre municipal de Tunis (préf. Chedli Klibi, photogr. Jacques Pérez), Tunis, Finzi, 1998, 151 p.
- Tunis : histoire d'une avenue, Tunis, Nirvana, 2003, 117 p. (ISBN 978-9973855039).
- Le Costume masculin de Tunis : artisanat et tradition, Tunis, Sagittaire Éditions, 2006, 83 p. (ISBN 978-9973973832).
- La Femme rurale : Ben Bechir, 1952-1970, Tunis, CREDIF, 2022, 124 p.[4].